# Hans-Joachim Wiemken
Hans-Joachim Wiemken (* 22. Mai 1926 in Hannover; † 9. April 1970 ebenda) war ein deutscher Steuermann im Rudern.

## Biografie
Hans-Joachim Wiemken wurde viermal zusammen mit Heinz Beyer, Klaus Schulze, Günter Twiesselmann und Gerhard Vogeley Deutscher Meister im Vierer mit Steuermann (1949, 1950, 1951 und 1952). Des Weiteren nahm die gleiche Crew bei den Olympischen Sommerspielen 1952 in Helsinki in der Regatta mit dem Vierer mit Steuermann teil. Das Boot schied jedoch im Hoffnungslauf aus und wurde Fünfzehnter.